# Црква Свете Тројице у Требињу
Црква Свете Тројице у Требињу, насељеном месту на територији општине Куршумлија, припада Епархији нишкој Српске православне цркве. Црква је обновљена и президана 1977. године и посвећена је Светој Тројици.
Храм се налази у селу Требињу, изнад Луковске бање, на једном брдашцу. Подигнута је на месту старије цркве. Озидана је од притесаног камена, и то истог од кога је била зидана стара црква. Црква је зидана у ранохришћанском облику као једнобродна грађевина. Својим једноставним линијама архитектуре, враћа у античко доба, када су зидане цркве оваквог типа, без икаквог архитектонског стила. Ова скромна грађевина има три прозора и једна врата са западне стране. Покривена је лимом. Иконостас је од чамове даске, премазан сандолином.